# Chamonixia brevicolumna
Chamonixia brevicolumna är en svampart som beskrevs av A.H. Sm. & Singer 1959. Chamonixia brevicolumna ingår i släktet Chamonixia och familjen Boletaceae.   Inga underarter finns listade i Catalogue of Life.